# Japansk eldbukssalamander
Japansk eldbukssalamander, Cynops pyrrhogaster, är ett groddjur av släktet eldbukssalamandrar (Cynops) som lever i Japan. 

## Utseende
Arten har svart, ibland svartbrun till svartgrön rygg som ibland kan ha små gula prickar. Buken är blodröd till tegelröd med mörkgröna fläckar. Honorna är större än hanarna; genomsnittlig längd för honorna är 10 cm, för hanarna 8,6 cm. Under lektiden kan delar av hanens hud, i synnerhet på mage och svans, skifta i blått. Huvudet är avlångt med stora parotidkörtlar, huden är skrynklig. Fötterna saknar simhud.

## Vanor
Den japanska eldbukssalamandern lever i skogsbygder och ängsmarker med tillgång till dammar, risfält, bäckar och liknande för lek och larvernas utveckling. Den förekommer från havsytan upp till 1 500 meters höjd. Under sommaren lever den underjordiskt; vissa individer kan emellertid förbli akvatiska hela livet.

### Fortplantning
Den japanska eldbukssalamandern leker från april till juni. Som hos de flesta vattenlevande salamandrar avsätter hanen en spermatofor på bottnen efter ett parningsspel, under vilket honan visar att hon är villig genom att nafsa på vårtorna runt hanens kloak. Honan tar därefter upp spermatoforen med sin kloak. Honan lägger upp till 200 ägg varje parningssäsong. De kläcks efter omkring 20 dagar, och larverna förvandlas efter 10 till 12 månader. De blir könsmogna efter ytterligare 2 till 3 år.

## Utbredning
Arten förekommer bara i Japan, där den återfinns på Honshu, Shikoku, Kyushu och ett antal mindre öar.